# Robert Emmett Rodes
Robert Emmett Rodes, född 29 mars 1829 i Lynchburg, Virginia, död 19 september 1864 i Winchester, Virginia, var en amerikansk militär och general i sydstatsarmén.
Rodes tog examen vid Virginia Military Institute år 1848, där han fortsatte som biträdande lektor. År 1851 slutade han och blev järnvägsingenjör i Alabama. Han blev vid utbrottet för amerikanska inbördeskriget överste för 5. Alabamaregementet.
Vid första slaget vid Bull Run den 21 juli 1861 ledde han sitt regemente med framgång och han utnämndes den 21 oktober samma år till brigadgeneral. Vid slaget vid Seven Pines 31 maj – 1 juni 1862 skadades han svårt, men kunde deltaga i slaget vid Gaines Mill. Han deltog senare i slagen vid South Mountain och Antietam i september 1862. Efter slaget vid Chancellorsville fick han generalmajorsgrad. Hans division deltog även vid slaget vid Gettysburg i juli 1863 och slaget vid Spotsylvania i maj 1864.
Vid sista slaget vid Winchester briserade en granat i närheten av Rodes, som träffades av splitter och dog.